# Johann Rudolf Sinner (Schultheiss)

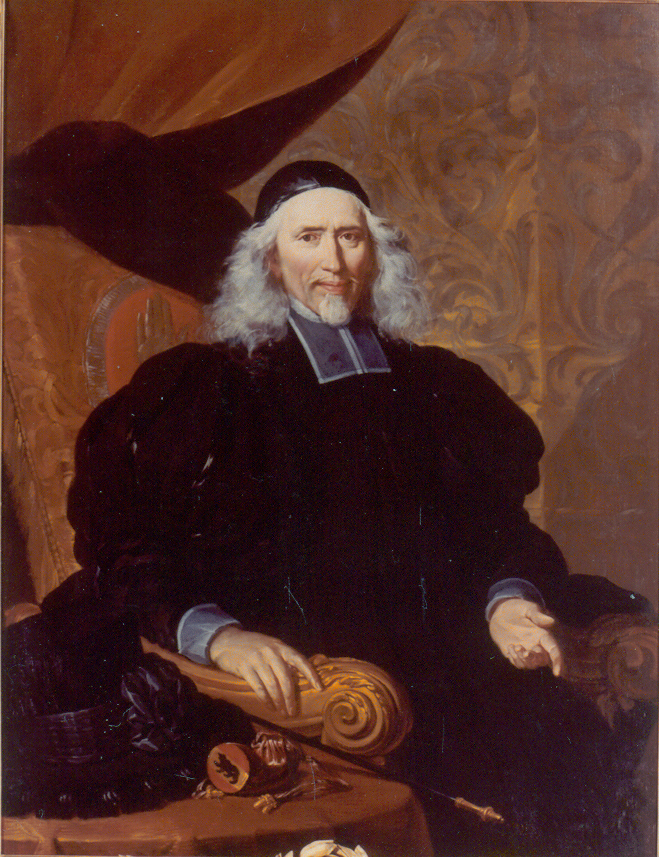
Johann Rudolf Sinner, Gemälde von Johann Rudolf Huber (1704)

Johann Rudolf Sinner (getauft am 17. Dezember 1632; † 4. April 1708) war ein Staatsmann in der alten Eidgenossenschaft.
Johann Rudolf Sinner, Sohn des Abraham Sinner und der Salome Zeender, war Notar. 1655 heiratete er Katharina Hackbrett, Tochter des Vincenz Hackbrett und der Katharina Keller. Die beiden hatten 14 Kinder, von denen fünf jung starben. Er wurde 1656 Spitalschreiber, 1657 Mitglied des Grossen Rats, 1662 Deutschseckelschreiber, 1668 Landvogt von Wangen an der Aare, ab 1679 Kleiner Rat, 1683 Salzdirektor. In den Jahren 1684 bis 1690 war er Welschseckelmeister und von 1696 bis 1708 in den geraden Jahren amtierender Schultheiss von Bern. In den Neuenburger Erbfolgewirren setzte er sich 1694 bis 1708 gegen die französischen Interessen ein und begünstigte die erfolgreiche Kandidatur Friedrichs I. von Preussen. Dafür erhielt er 1706 den erblichen Titel eines Reichsfreiherrn.
Der Berner Schultheiss Friedrich Sinner war ein Enkel des Johann Rudolf Sinner.